# Arise
«Arise» — четвертий альбом Sepultura випущений 2 квітня 1991-го року. Опісля релізу мав найвищі відгуки від авторитетних оглядачів металсцени, таких як Rock Hard, Kerrang! і Metal Forces. З часом отримав «платину» за світовим визнанням. Витриманий у загальному дусі треш-дезу як і попередній «Beneath the Remains». Останній перед зміною стилістики до груву.

## Список композицій
Тексти Андреаса Кіссера (треки 3,5,6,8,9) та Макса Кавалери (1,2,4,7). Обкладинка диску авторства Майкла Велана.
| #     | Назва                       | Тривалість |
| ----- | --------------------------- | ---------- |
| 1.    | «Arise»                     | 03:18      |
| 2.    | «Dead Embryonic Cells»      | 04:52      |
| 3.    | «Desperate Cry»             | 06:41      |
| 4.    | «Murder»                    | 03:27      |
| 5.    | «Subtraction»               | 04:48      |
| 6.    | «Altered State»             | 06:34      |
| 7.    | «Under Siege (Regnum Irae)» | 04:54      |
| 8.    | «Meaningless Movements»     | 04:40      |
| 9.    | «Infected Voice»            | 03:19      |
| 42:33 |                             |            |

| Перевидання на CD 1998 містило бонус-треки: | Перевидання на CD 1998 містило бонус-треки: | Перевидання на CD 1998 містило бонус-треки: |
| #                                           | Назва                                       | Тривалість                                  |
| ------------------------------------------- | ------------------------------------------- | ------------------------------------------- |
| 9.                                          | «Intro» (інструментальна)                   | 01:33                                       |
| 10.                                         | «C.I.U. (Criminals in Uniform)»             | 04:17                                       |
| 11.                                         | «Desperate Cry» (Scott Burns Mix)           | 06:42                                       |

## Склад на момент запису
- Макс Кавалера — вокал, клавішні
- Андреас Кіссер — гітара
- Пауло мл. — бас
- Ігор Кавалера — ударні